# EZ3kiel
EZ3kiel ist eine Musikgruppe, die 1993 in Tours, Frankreich gegründet wurde. Zu den Einflüssen der Band zählen u. a. Fishbone, Bad Brains, Fugazi, Audio Active und African Head Charge.

## Bandgeschichte
EZ3kiel wurde 1993 von Yann Nguema (Bass), Schlagzeuger Matthieu Fays und Gitarrist Florent Duytschaever gegründet. 1994 stießen Brigitte Amédomé als Sängerin und Joan Guillon als Gitarrist zur Band dazu. Die erste Single Equalize It erschien 1999 als Eigenproduktion. Zu diesem Zeitpunkt bestand die Band nur noch aus dem Trio Matthieu Fays, Yann Nguema und Joan Guillon. Im selben Jahr entwickelte die Band die Idee ihre Musik zu einem audiovisuellen Gesamtkunstwerk zu verschmelzen. 2001 veröffentlichten sie unter dem Label Jarring Effects ihr erstes Album Handling with Care. Das Album entstand unter der Mitwirkung bekannter französischer Künstler der Independent-Szene wie Yann Tiersen, Sylvestre von Dit Terzi und Sir Jean von Meï Teï Sho. 2003 veröffentlichten sie ihr zweites Album BARB4RY. Diesmal in Zusammenarbeit mit unter anderem Angélique Willkie (ex-Zap Mama), Angelo Moore (Fishbone), DAAU und Black Sifichi. 2007 schloss sich der Multi-Instrumentalist Stéphane Babiaud der Gruppe an.
2009 gründete EZ3kiel das Naphtaline Orchestra, bestehend aus 40 Musikern der Musikhochschule von Grenoble. Mit Stéphane Babiaud in der Rolle des Dirigenten spielte das Orchestra Abwandlungen früherer Stücke im Theater Hexagone in Meylan (2010), im Grand Théâtre in Tours (2011), sowie im Theater Sebastopol in Lille (2012).

## Musikstil
Zunächst von experimentellen Hardcore-Punk-Bands wie Bad Brains geprägt, änderte sich 1998 der Musikstil hin zur elektronischen Musik. Elemente von Dub, Trip-Hop und Breakbeats dominieren seitdem den Output der Band. Zusätzlich wurde die visuelle Komponente wichtig.

## Diskografie

### EPs
- 1999: Equalize It
- 2016: ReLux (Remixalbum)

### Studioalben
- 2001: Handle with Care (Jarring Effects)
- 2003: Barb4ry (Jarring Effects)
- 2007: Naphtaline (Jarring Effects)
- 2008: Battlefield (Jarring Effects)
- 2014: Lux
- 2022: La mémoire du feu

### Livealben
- 2004: Versus Tour
- 2009: Collision Tour
- 2012: The Naphtaline Orchestra
- 2013: EZ3kiel Extended

## Trivia
- Der Name EZ3kiel ist eine Referenz auf den Film Pulp Fiction von Quentin Tarantino.[1][4]
- Die Gruppe entschied sich das zweite E im Namen durch eine 3 zu ersetzen da die Domain für die Webseite bereits reserviert war.[4]